# سیارک ۱۷۳۵
سیارک ۱۷۳۵ (به انگلیسی: 1735 ITA، نامگذاری:1948RJ1) هزار و هفتصد و سی و پنجمین سیارک کشف شده‌است که در ۱۰ سپتامبر ۱۹۴۸ و در رصدخانه سایمیز کشف شد.
قدر مطلق سیارک برابر ۹٫۴۰ است.